# Tałaja
Tałaja, Goriaczyje Kluczi (ros. Талая, Горячие Ключи) – osiedle typu miejskiego w azjatyckiej części Rosji, w obwodzie magadańskim, uzdrowisko.
Leży w południowej części Gór Kołymskich w dorzeczu górnej Bujundy (dopływ Kołymy); ok. 280 km na północny wschód od Magadanu; 4.4 tys. mieszkańców (1989). Osiedle ma zapewnione połączenie drogowe z Magadanem poprzez odgałęzienie od Traktu Kołymskiego.
Uzdrowisko balneologiczne; znajdują się tu cieplice (temperatura wody do 98 °C) azotowe, chlorkowo-wodorowęglanowo-sodowe oraz leczniczy ił z zawartością siarkowodoru; leczenie chorób układu nerwowego, reumatycznych, skórnych, kobiecych. Rozlewnia wód mineralnych (woda "Talskaja").